# Área de Conservação da Paisagem de Paganamaa
A Área de Conservação da Paisagem de Paganamaa é um parque natural localizado no condado de Võrumaa, na Estónia.
A área do parque natural é de 1030 hectares.
A área protegida foi fundada em 1979 para proteger as paisagens naturais e culturais nas aldeias de Paganamaa, Pähni, Tagakolga e Liguri. Em 2005, a área protegida foi designada como área de conservação paisagística.